# Franco Segovia
Franco André Segovia Vergara (Chile, 30 de junio de 1988) es un futbolista chileno. Juega de mediocampista y su equipo actual es Unión Bellavista de la Tercera División B de Chile.
Es conocido también por ser tío de Cristóbal Segovia.

## Clubes
| Club               | País  | Año       |
| ------------------ | ----- | --------- |
| Audax Italiano     | Chile | 2007-2008 |
| San Antonio Unido  | Chile | 2008-2009 |
| Magallanes         | Chile | 2009-2010 |
| Barnechea          | Chile | 2010-2012 |
| San Antonio Unido  | Chile | 2012-2015 |
| Deportes La Serena | Chile | 2015-2018 |
| Barnechea          | Chile | 2019-2020 |
| Unión Bellavista   | Chile | 2021-Act. |